# Vadim Evseev
Vadim Valentinovič Evseev (in russo Вадим Валентинович Евсеев?; Mytišči, 8 gennaio 1976) è un allenatore di calcio ed ex calciatore russo, di ruolo difensore, tecnico del Kuban'.

## Carriera

### Giocatore

#### Club
Durante la sua carriera ha giocato con Spartak Mosca, Torpedo Mosca, Lokomotiv Mosca e Saturn, squadra di cui tuttora fa parte.
Si è ritirato il 25 maggio 2012, giocando la sua ultima partita di campionato in cui ha lasciato il campo a metà ripresa circa e al suo posto è entrato il figlio, di 5 anni, che ha anche segnato un gol.

#### Nazionale
Tra il 1999 ed il 2005 ha ottenuto 20 presenze (con una rete) con la Nazionale russa, con la quale ha partecipato al Campionato europeo di calcio 2004.

### Allenatore
Smessi i panni del calciatore, ha lavorato come assistente allenatore per il Tekstilsčik Ivanovo tra il 2013 e il 2015; ha ricoperto lo stesso ruolo nell'Amkar Perm'.
Dal 1º febbraio 2017 è diventato allenatore del Tekstilsčik Ivanovo.

## Palmarès

### Giocatore

#### Club
- Campionato russo: 5

Spartak Mosca: 1996, 1997, 1999
Lokomotiv Mosca: 2002, 2004
- Coppa di Russia: 2

Lokomotiv Mosca: 1999-2000, 2000-2001
- Supercoppa di Russia: 1

Lokomotiv Mosca: 2003